# یوبرین ماتینز
یوبرین ماتینز (اسپانیایی: Yuberjen Martínez‎؛ زادهٔ ۱ نوامبر ۱۹۹۱) بوکسور اهل کلمبیا است.